# Station Nijhuizum
Nijhuizum (Nij) is een voormalige stopplaats aan de spoorlijn Leeuwarden - Stavoren op KM 35,8. De stopplaats van Nijhuizum is gebruikt van 1895 tot 15 mei 1934.